# Hanover Street
Hanover Street (La calle del adiós en España, La calle Hanover en Argentina y Pasión y sacrificio en México) es una película de guerra de 1979 dirigida por Peter Hyams y protagonizada por Harrison Ford, Lesley-Anne Down y Christopher Plummer.

## Argumento
Estamos en Europa durante la Segunda Guerra Mundial. David Halloran es un valiente piloto norteamericano que capitanea un bombardero. Durante un angustioso bombardeo en la base, Halloran conoce a una bella enfermera británica y entre ambos surge así una pasión irrefrenable, en la que se enamoran enseguida. Sin embargo existe el problema de que ella está casada, aunque no es impedimento para que se desarrolle su relación.
Un día le encargan a Halloran una arriesgada misión, y debe entonces partir hacia su nuevo destino. En esa misión participa Paul Sellinger, el marido de la enfermera, el cual también es un experto agente del servicio de inteligencia británico al que le han elegido para una peligrosa tarea al respecto. La coincidencia resulta ser finalmente fatal, porque Halloran no solo debe conducir a Sellinger a su destino, durante el trayecto, son atacados y el avión se estrella. Ambos se salvan, pero están luego obligados a ayudarse mutuamente para sobrevivir.

## Reparto
| Actor               | Personaje                     |
| ------------------- | ----------------------------- |
| Harrison Ford       | David Halloran                |
| Lesley-Anne Down    | Margaret Sellinger            |
| Christopher Plummer | Paul Sellinger                |
| Alec McCowen        | Mayor Trumbo                  |
| Richard Masur       | Segundo Teniente Jerry Cimino |
| Michael Sacks       | Segundo Teniente Martin Hyer  |
| Patsy Kensit        | Sarah Sellinger               |
| Max Wall            | Harry Pike                    |
| Shane Rimmer        | Coronel Ronald Bart           |
| Keith Buckley       | Teniente Wells                |

## Producción
Inspirado en le película El puente de Waterloo (1940) y otras películas similares, Peter Hyams escribió el guion de este largometraje que él luego también dirigió.
Al principio se escogió a Kris Kristofferson y Genevieve Bujold para a interpretar el papel de los protagonistas, pero ambos lo dejaron a causa de problemas que tenían con el director y el productor. Por ello decidieron coger en su lugar a Harrison Ford y Lesley-Anne Down para interpretarlos. Por estos problemas en la preproducción el rodaje fue aplazado del 15 de enero de 1978 a 6 de marzo de 1978.
Una vez empezado el rodaje el 6 de marzo, se filmó la película en las localidades de Woodstock, Londres y en el aeropuerto de Hertfordshire--Bovington. Todos esos lugares están en Inglaterra y una vez terminado se estrenó el 18 de mayo de 1979.

## Recepción
Hoy en día la película ha sido valorada en portales cinematográficos y por los críticos profesionales. En IMDb, por ejemplo, con aproximadamente 6100 votos registrados, el largometraje obtiene una media ponderada de 6,0 sobre 10. En cuanto a Rotten Tomatoes, los más de 2500 votos registrados le dieron allí una valoración media de 3,1 de 5, mientras que los 10 críticos profesionales registrados allí le dieron una valoración media de 5,4 de 10. Adicionalmente cabe destacar, que en La Vanguardia el 41 % de los usuarios registrados en ese periódico le dan una valoración positiva al filme.